# Rectoria (Sant Mori)
La Rectoria és un edifici dins del nucli antic de la població de Sant Mori, al bell mig del poble i a la banda de llevant de la Plaça de l'Església.
Edifici entre mitgeres de grans dimensions i planta irregular, format per tres cossos adossats, el principal amb coberta de teula a dues vessants i els posteriors amb terrasses a la part superior. El cos principal està avançat respecte a la línia de façana marcada per la resta d'edificis del carrer, i està distribuït en planta baixa i dos pisos. La façana principal presenta una porta d'accés d'arc de mig punt bastit amb dovelles de pedra. Al costat una obertura rectangular, d'accés al garatge, practicada recentment. Al primer pis hi ha tres finestres emmarcades amb carreus de pedra i amb les llindes planes, dues d'elles gravades amb inscripcions: "BALTAZAR GENER ME FECIT. 1726" i l'any 1727. Al segon pis també hi ha tres obertures rectangulars més senzilles. A l'estreta façana lateral sud hi ha una finestra rectangular emmarcada amb pedra, amb un relleu gravat a la llinda amb una torre esculpida. L'interior de l'edifici presenta estances cobertes amb voltes d'aresta i fàbrica de maó, voltes de canó bastides amb pedra i arcades de mig punt de pedra. A un dels cossos posteriors hi ha una volta apuntada de pedra. La construcció és bastida amb pedres sense treballar de diverses mides, lligades amb morter, i carreus a les cantonades.
Segons la bibliografia consultada, l'edifici de la rectoria conserva obertures dels segles XVI-XVII-XVIII. A la llinda d'una de les finestres del primer pis hi ha la inscripció: BALTEZAR GENER RECTOR ME FECIT 1726. També es pot apreciar en una de les obertures de la façana lateral dreta, un torre esculpida en baix relleu sobre una llinda, que es podria enquadrar cronològicament en els segles XVI-XVII.